# Романовка (Спасский район)
Романовка — деревня в Спасском районе Рязанской области. Входит в Кирицкое сельское поселение.

## География
Находится в центральной части Рязанской области на расстоянии приблизительно 7 км на юг-юго-восток по прямой от районного центра города Спасск-Рязанский в правобережной части района.

## История
Отмечена ещё на карте 1850 года как усадьба Саблева с 7 дворами.

## Население
Численность населения: 4 человека в 2002 году (русские 100 %), 7 в 2010.